# استان‌های بحرین
کشور بحرین ۴ استان دارد که عبارت‌اند از:
عاصمه (استان پایتخت)، جنوبیه، شمالیه و محرق.
جزایر حوار متعلق به بحرین که در نزدیکی قطر واقع شده‌اند بخشی از استان جنوبیه هستند.
| استان‌ها   | مساحت (کیلومتر مربع) | جمعیت (۲۰۲۰) | تراکم جمعیت |
| --------- | -------------------- | ------------ | ----------- |
| ۱. عاصمه  | ۶۸                   | ۵۳۴۹۳۹       | ۷۸۶۶,۸      |
| ۳. مُحَرّق   | ۵۷                   | ۲۶۸۱۰۶       | ۴۷۰۳,۶      |
| ۴. شمالیه | ۱۷۵                  | ۳۷۹۶۳۷       | ۲۱۶۹,۴      |
| ۵. جنوبیه | ۴۸۰                  | ۳۰۵۵۴۷       | ۶۳۶,۶       |